# Хайнрих III фон Диц
Хайнрих III фон Диц (на немски: Heinrich III von Diez; * пр. 1180; † сл. 1217/1234) е граф на Диц-Вайлнау (1189 – 1234), основава 1208 г. линията Вайлнау.

## Произход и управление
Той е син на Хайнрих II фон Диц († 1189) и съпругата му Кунигунда фон Катценелнбоген († сл. 1198), дъщеря на Хайнрих II фон Катценелнбоген († 1160) и Хилдегард фон Хенеберг.
По времето на Фридрих Барбароса графовете на Диц получават голямо влияние. Баща му Хайнрих II фон Диц наследява чрез женитба голяма собственост във Ветерау и придружава Барбароса в похода му в Италия.
Хайнрих III участва заедно с баща си в дипломатически преговори. Брат му Герхард I (II) († 1223/1228) е в регентския съвет и кръга на възпитателите на Хайнрих VII Хоенщауфен.

## Деца
Хайнрих III фон Диц се жени вероятно за фон Боланден и има децата:
- Филип фон Диц-Вайлнау († сл. 1223)
- Хайнрих IV фон Диц-Вайлнау (* ок. 1212; † ок. 1234/сл. 1281), граф на Диц-Вайлнау, женен за Луитгард фон Тримберг (* ок. 1216; † 1297), дъщеря на Албрехт фон Тримберг († 1261) и Луитгард фон Бюдинген († сл. 1257)